# Městská autobusová doprava v Kraji Vysočina

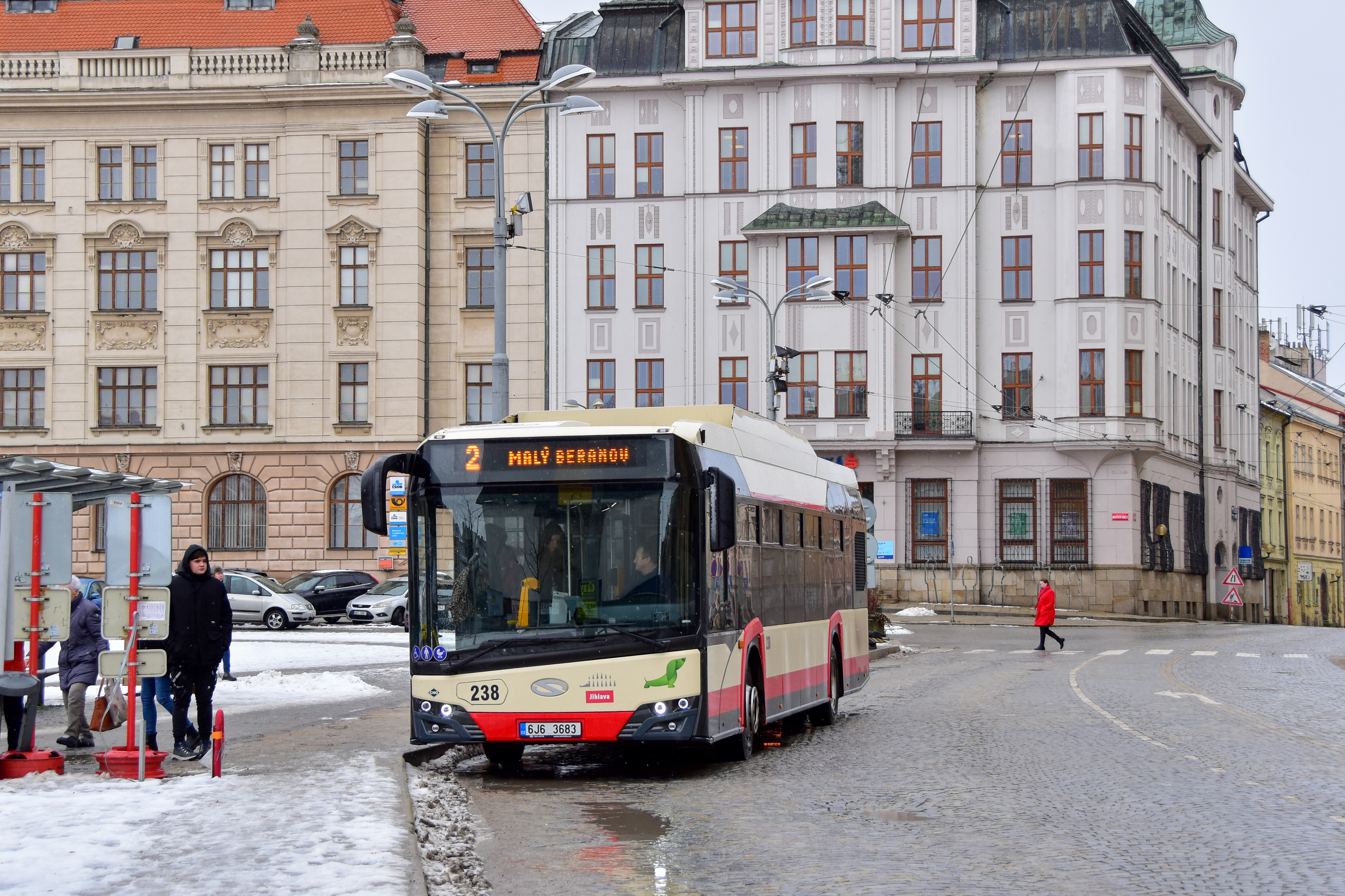
Do zastávky Masarykovo náměstí horní přijel spoj jihlavské linky MHD č. 2.

Přehled provozů městské autobusové dopravy na území Kraje Vysočina.

## Okres Jihlava

### Jihlava
Autobusové linky doplňují páteřní trolejbusovou síť, provozovatelem MHD je Dopravní podnik města Jihlavy a. s. Autobusových linek je 8; z dřívějších 10 linek v souvislé číselné řadě 1 až 10 vymizely v 90. letech linky 1, 2, 3 a 6 a byly nahrazeny sloučenými linkami 12 a 36. Licenční čísla jsou z rozsahu 765001 až 765036. 
Viz též články o trolejbusové dopravě v Jihlavě a zaniklé tramvajové dopravě. 

## Okres Havlíčkův Brod

### Havlíčkův Brod

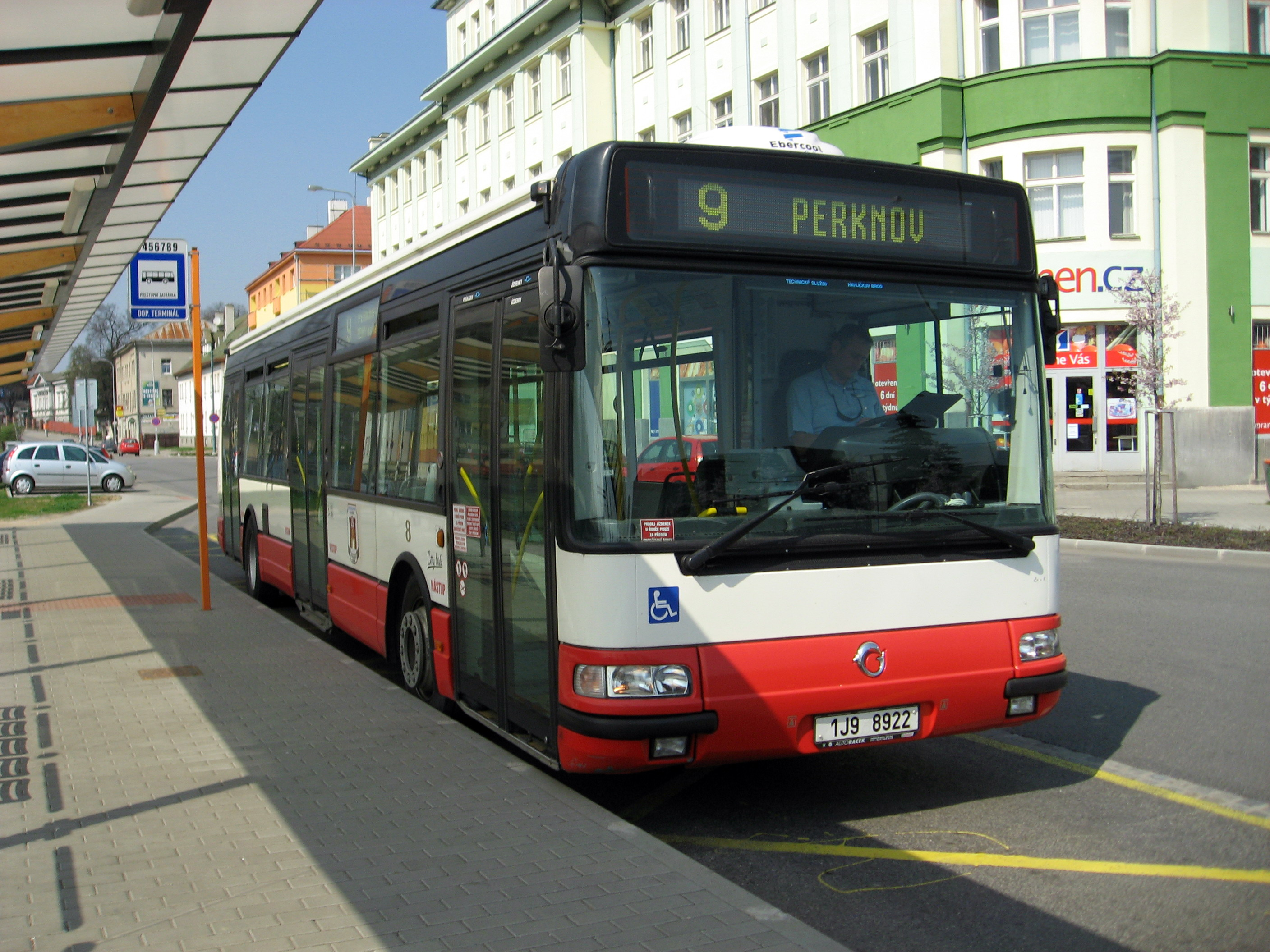
Autobus v Havlíčkově Brodě

MHD v Havlíčkově Brodě tvoří 8 autobusových linek s čísly 1–6, 11 a 22 (licenční čísla 605001 až 605009). Provozovatelem jsou Technické služby Havlíčkův Brod. Linky 1–8 jezdí pouze v pracovní dny (několik spojů linek 2 a 5 i o volných dnech). Specifické trasy mají linky 3 (Dopravní terminál – Vršovice), 4 (Dopravní terminál – Čechova / Šmolovy) a 5 (Dopravní terminál – Futaba / Mírovka) a 6 (Dopravní terminál– Termesivy), zbylé linky mají trasy zčásti podobné a mohly by být považovány za varianty trasy jedné linky. Vozový park MHD tvoří asi 8 autobusů. Do října 2006 bylo možné zakupovat přestupní jízdenky v předprodejích, od listopadu 2006 se platí jen u řidiče. 
Ve východočeském knižním jízdním řádu ČSAD 1991/1992 byla MHD Havlíčkův Brod uvedena pod číslem 50920 a zahrnovala 7 linek s čísly 1–7. Po liberalizaci autobusové dopravy (zákon č. 111/1994 Sb.) MHD nakrátko (do 31. prosince 1995) převzala soukromá firma Turdus s. r. o., od 1. ledna 1996 pak městská organizace Technické služby Havlíčkův Brod. 

### Chotěboř
Formanská doprava na 1,5 km dlouhé trase mezi nádražím a náměstím je doložena již v roce 1880. V 80. letech 20. století byl pro linku obsluhující město vyhrazen jeden autobus městského provedení. V roce 1991/1992 existovala linka ČSAD 51440 Chotěboř, rest. U zámku - Chotěboř, žel. st., oficiálně však status MHD neměla. V současné době je několik párů městských spojů  v pracovní dny uvedeno na regionální lince 600310 dopravce Veolia Transport Východní Čechy a. s. 
Obnovení linky MHD je v roce 2009 jednou z priorit radnice. Má k němu dojít po dokončení výstavby nového autobusového terminálu u vlakového nádraží, které je plánováno na červen 2011. Minibus s kapacitou kolem 20 cestujících má mít 6 km dlouhou okružní trasu s 33 zastávkami a za den ji má absolvovat 28krát.

## Okres Pelhřimov

### Pelhřimov
MHD tvoří čtyři autobusové linky s čísly 1–4 (licenční čísla 355001 až 355004), provozovatelem je jihlavská společnost ICOM transport a. s., která má v Pelhřimově divizi. Vozový park je na přelomu tisíciletí obnovován   autobusy Mercedes-Benz. V letech 2009 až 2011 je uskutečněná další výměna po jednom autobusu ročně. Jedná se o typ Mercedes-Benz Conecto LF, poslední z nich je i klimatizovaný. Další obnova přichází v roce 2020, kdy je pořízen autobus Isuzu Novo Citi Life, který nahrazuje první ze série tří autobusů z let 2009-2011.
V roce 1989/1990 byla MHD Pelhřimov uvedena v jihočeském krajském jízdním řádu ČSAD pod číslem 24000 a měla 4 linky s čísly 1–4. Do roku 1997 byl zdejším dopravcem ČSAD Pelhřimov, který byl poté sloučen s ICOM transport. 

### Pacov
V roce 1986/1987 i 1989/1990 jezdila v trase železniční stanice – autobusové nádraží – sídliště linka pod číslem 24790, kterou provozovala ČSAD České Budějovice n. p., později ČSAD Pelhřimov. Po roce 1994 jezdila pod číslem 350790, nikdy však neměla status MHD. Kolem let 2002–2004 byla tato linka zrušena a několik městských spojů v podobné trase bylo zařazeno do meziměstské linky 350050 dopravce ICOM transport a. s. do Jihlavy, ačkoliv žádný spoj nepřejíždí z meziměstského úseku na městský ani naopak. 

## Okres Třebíč

### Třebíč
MHD tvoří 10 autobusových linek s čísly 1, 4, 5, 10, 11, 12, 13, 14, 21 a 31, provozovatelem je TRADO-MAD s. r. o. jako pokračovatel někdejšího místního závodu ČSAD – dnes je dceřinou společností ICOM transport. 
Viz též článek o nerealizované trolejbusové dopravě v Třebíči. 

## Okres Žďár nad Sázavou

### Žďár nad Sázavou
MHD tvoří 9 autobusových linek označených čísly 1-9. Každé číslo má svoji barvu. Páteřními linkami jsou linky 2, 4, 5, 8; linky 4 a 8 jsou okružní linky které mají stejnou trasu, ale každá jede v opačném směru. Okružní linkou je také linka 5, u které není zavedena linka v opačném směru. Páteřní linky jezdí většinou každou hodinu a většina spojů jezdí i o víkendech. Provozovatelem MHD je ZDAR a. s. jako pokračovatel místního závodu ČSAD.

### Velké Meziříčí
MHD ve Velkém Meziříčí tvoří tři linky 1, 2, 3. MHD byla založena 1. září 2001. Od jízdního řádu 2004/2005 byly zrušeny večerní spoje. Jejím provozovatelem je společnost ZDAR, a. s.
Linka 1 - zajišťuje dopravu do firem Motorpal a Výtahy
Linka 2 - hlavní linka MHD, jeden spoj zajíždí do sousední obce Oslavice
Linka 3 - tvořena jediným spojem, který zajíždí do sousední obce Dolní Radslavice.

### Bystřice nad Pernštejnem
MHD tvoří jediná autobusová linka 846001 (linka č. 370), jejímž provozovatelem je Zlatovánek s. r. o. z Poličky. Do roku 2005 provozoval tuto linku Vladimír Beran ze Stříteže (dnes působí v neveřejné dopravě pod značkou Pernštejn Tour). Linka jezdí pouze v pracovní dny asi do 17 hodin; většina spojů jede od nádraží přes město do části Domanínek, část spojů až do Domanína. Od 1. ledna 2015 byla začleněna do Integrovaného dopravního systému Jihomoravského kraje a získala současné číslo 370.

### Nové Město na Moravě
Nové Město na Moravě zahájilo provoz městské autobusové dopravy slavnostní předváděcí jízdou 6. ledna 2014. MHD je provozována na dvou jednosměrně okružních linkách se závleky a provozuje ji vozem pro 25 sedících cestujících dopravce ZDAR a.s. Během ročního zkušebního provozu chce dopravce doladit jízdní řády podle připomínek a vyzkoušet různé typy autobusů a podle potřeby je připraven nasadit větší autobus. Obě linky začínají a končí na dopravním terminálu. Linka 1 (845001), červená, je kratší, jede od Maršovic přes terminál kolem kulturního domu k nemocnici, navazuje zejména na vlaky. Linka 2 (845002), modrá, vede od Maršovic pod Brožkův Kopec, přes Dukelskou ulici, nemocnici, Palackého náměstí k Bille a Masarykovou ulicí na dopravní terminál, je více zaměřena na místní školáky. Jízdy na linkách se střídají v sudou a lichou hodinu, jezdí celotýdenně od 5 hodin ráno do 8 večer, některé ranní a polední spoje jezdí ale jen v pracovních dnech. Do přípravy zastávek a roční objednávky dopravních výkonů investovalo město asi milion korun. Pro další roky počítá s ročními dotacemi v řádu statisíců. Plné jízdné za jednu jízdu je 10 Kč a platí se při nástupu u řidiče, pro děti od 6 do 15 let je poloviční, zároveň byla zavedena od počátku roku 2014 Novoměstská karta (základní cena 900 Kč, pro děti a studenty 720 Kč a pro seniory nad 70 let 480 Kč), v jejíž ceně je automaticky zahrnuto roční předplatné na MHD a za svoz odpadu a slevy v městských zařízeních.